# الزبير أحمد الحسن
الزبير أحمد الحسن (1955 - 30 أبريل 2021) سياسي سوداني، كان الأمين العام للحركة الإسلامية في السودان منذ عام 2012 وحتى سقوط حكم البشير في عام 2019، كما شغل خلال حكم عمر البشير عدة مناصب أبرزها وزير الطاقة والتعدين بين عامي 2008 و2010، ووزير المالية بين عامي 2002 و2008، ونائب محافظ البنك المركزي، ومدير بنك أم درمان الوطني السوداني، ورئيس اللجنة الاقتصادية في البرلمان ووزير دولة بالمالية.

## وفاته
توفي يوم الجمعة 30 أبريل 2021 ميلاديًّا، الموافق 18 رمضان 1442 هجريًّا، في مستشفى الشرطة في العاصمة السودانية الخرطوم، بعد تعرضه لوعكة صحية في سجن كوبر نُقل على إثرها للمستشفى حيث توفي، وكان في السجن منذ الإطاحة بالرئيس السابق عمر البشير في أبريل 2019، حيث خضع ضمن قيادات الإنقاذ لمحاكمات تشمل الانقلاب على النظام الديمقراطي في 30 يونيو 1989.